# Montesarchio
Montesarchio – miejscowość i gmina we Włoszech, w regionie Kampania, w prowincji Benewent.
Według danych na I 2009 gminę zamieszkiwało 13 661 osób przy gęstości zaludnienia 520,2 os./1 km².